# Comarca de los Ancares (Lugo)
La Comarca de los Ancares (en gallego y oficialmente, Os Ancares) es una comarca funcional de la comunidad autónoma de Galicia, situada en la zona oriental de la provincia de Lugo. Es limítrofe con las comarcas lucenses de Fonsagrada al norte, Sarria y Lugo al oeste, y Quiroga al sur. Al norte y al este limita con el concejo de Ibias en Asturias y, al otro lado de la sierra de Ancares, con la comarca leonesa de El Bierzo que acoge el valle del río Ancares que da nombre a la zona.  
Los municipios que agrupa esta comarca son: Becerreá, Los Nogales, Baralla, Cervantes, Navia de Suarna y Piedrafita.
La superficie que ocupa es de 1049,96 km² y la población en 2022 era de 9270 habitantes.

## Geografía
Se extiende por una región de fuertes pendientes, con más de 1600 metros de desnivel entre los 1935 metros del pico Mustallar, cumbre de la sierra de Ancares, y los 300 metros de altitud en el cauce del río Navia, cuya intrincada red hidrológica cubre buena parte de la comarca. Al situarse en el límite entre dos regiones biogeográficas, Eurosiberiana y Mediterránea, en la comarca conviven especies de origen septentrional y mediterráneas.

## Patrimonio natural y cultural
La Reserva de la biosfera de Los Ancares Lucenses y Montes de Cervantes, Navia y Becerreá corresponde a los municipios de Cervantes, Navia de Suarna y Becerreá, y ocupa buena parte del territorio de la comarca, 536,64 km².
La comarca de Ancares es la puerta de entrada a Galicia del Camino de Santiago (llamado Camino de Santiago francés en el siglo XXI) en donde pasa por los pueblos de El Cebrero y Fonfría, ambos en el municipio de Piedrafita.
El exponente más importante de la arquitectura vernácula de la comarca es la palloza, una construcción de piedra cubierta por un tejado cónico formado por tallos de piornos (Cytisus purgans), que han dado nombre al pueblo de Piornedo, en el municipio de Cervantes, donde se conservan 18 pallozas.
Otras construcciones típicas son los cortines o alvarizas, recintos de piedra que rodean las colmenas para protegerlas de los osos.
Testigos de su pasado prerromano son los castros, poblados fortificados representativos de la cultura castreña, entre los que destaca el castro de Santa María, en Cervantes.

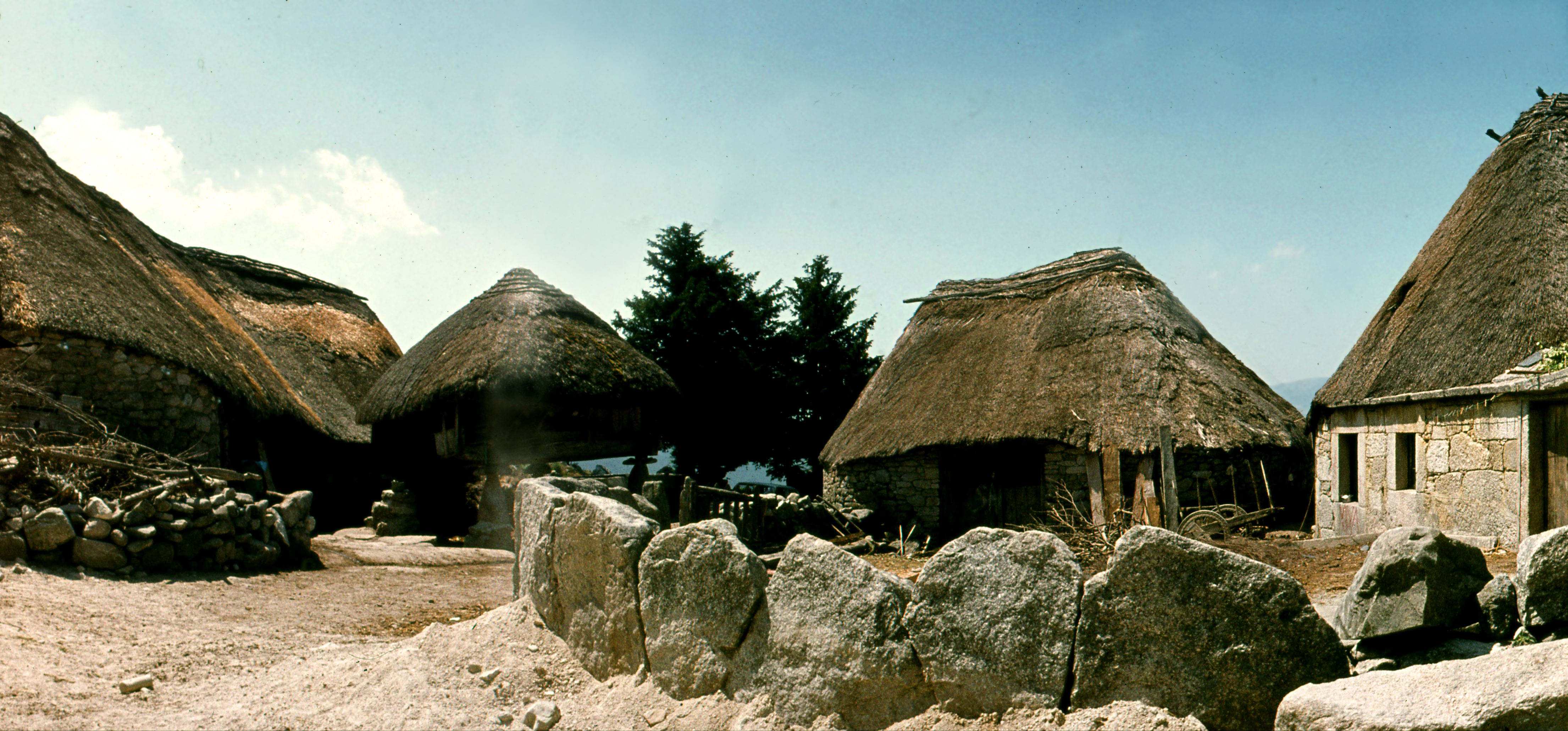
Pallozas en Piornedo.
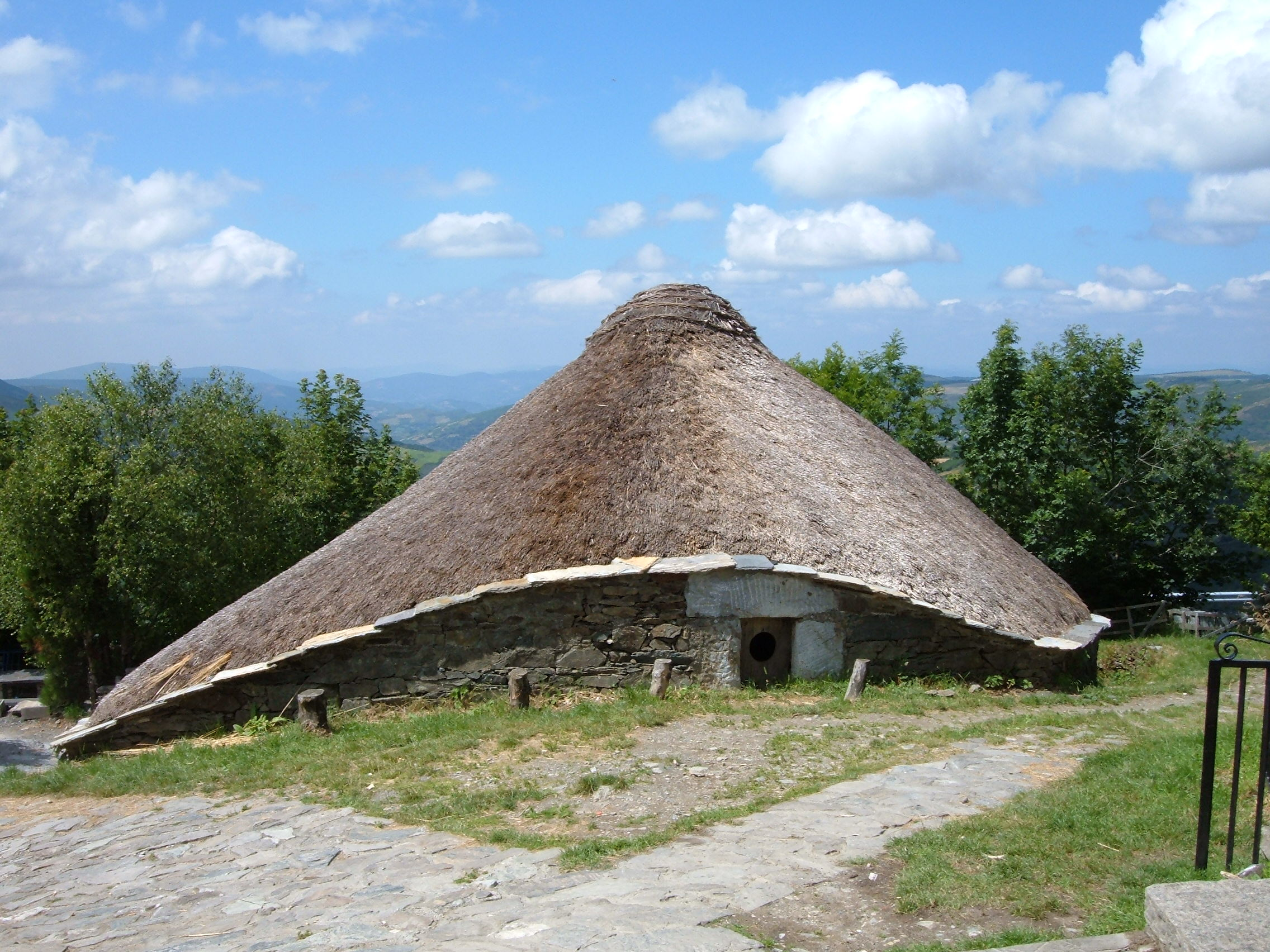
Palloza en Cebrero.
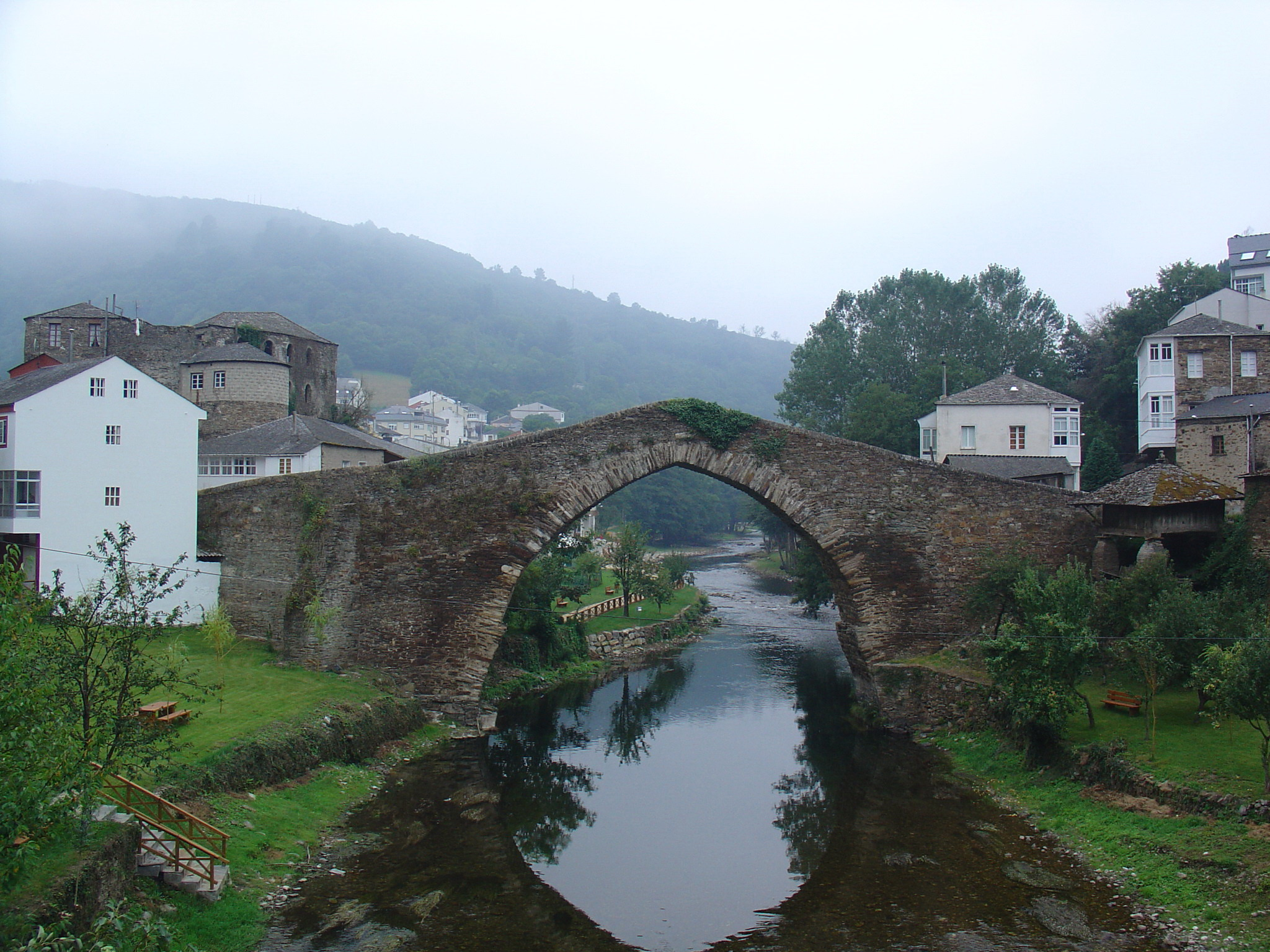
Río Navia en Navia de Suarna.
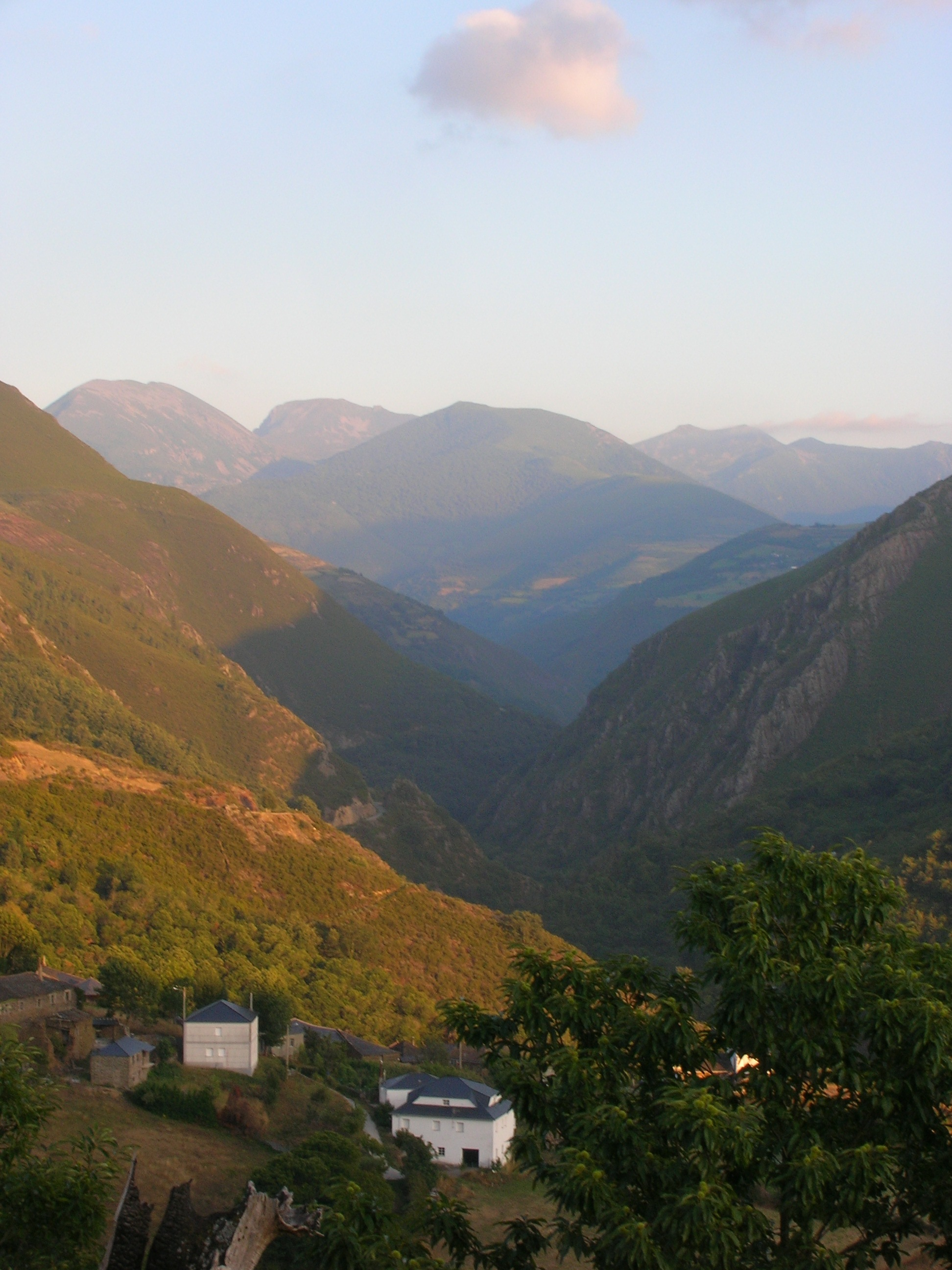
Valle del río Ser, con las cumbres de la sierra de Ancares en segundo plano.
Vista de Baralla.